# Scheloribates aethiopicus
Scheloribates aethiopicus är en kvalsterart som beskrevs av Sandór Mahunka 1982. Scheloribates aethiopicus ingår i släktet Scheloribates och familjen Scheloribatidae. Inga underarter finns listade i Catalogue of Life.